# Arenotrocha minuta
Arenotrocha minuta är en ringmaskart som beskrevs av Westheide och Nordheim 1985. Arenotrocha minuta ingår i släktet Arenotrocha och familjen Dorvilleidae. Arten har ej påträffats i Sverige. Inga underarter finns listade i Catalogue of Life.